# PostNL
PostNL (før 2011 TNT N.V.) er en nederlandsk post-, pakke- og e-handelsvirksomhed. De driver forretning i Nederlandene, Tyskland, Italien, Belgien og Storbritannien. Før 2011 var virksomheden kendt som TNT N.V. indtil TNT Express blev fraspaltet virksomheden i 2011, hvorefter TNT N.V. skiftede navn til PostNL.

## Historie
I januar 1997 opkøbte nederlandske KPN den australske virksomhed TNT Limited. 25. juni 1998 sammenlagde KPN sin postdivision med TNT Limited under navnet TNT Post Group (TPG), der samtidigt blev børsnoteret på børserne i Amsterdam, Frankfurt, London og New York.